# Огулин (Чрномељ)
Огулин (словен. Ogulin) је насељено место у општини Чрномељ, регија Југоисточна Словенија, Словенија.

## Историја
До територијалне реорганизације у Словенији био је у саставу старе општине Чрномељ.

## Становништво
У попису становништва из 2011. године, Огулин је имао 48 становника.
| Број становника према пописима | Број становника према пописима | Број становника према пописима |
| ------------------------------ | ------------------------------ | ------------------------------ |
| 1991                           | 2002                           | 2011                           |
| 41                             | 39                             | 48                             |

Напомена: Године 2001. извршена је мања размена територије између насеља Голек при Виници и Огулин.